# باشاک گومول‌جینلی‌اوغلو
باشاک گومول جینلی اوغلو (به ترکی استانبولی: Başak Gümülcinelioğlu) زاده ۲۲ اکتبر ۱۹۹۱، استانبول، هنرپیشه، معمار، خواننده ترکیه‌ای می باشد.
او در تئاترهای مردم استانبول و تئاتر  بی کی ام  بازی کرد و در مجموعه های تلویزیونی مختلفی شرکت کرد.

## زندگینامه
او در سال ۱۹۹۱ در منطقه فاتح استانبول زاده شد. او از دبیرستان آناتولی باچلی اولر  فارغ التحصیل شد. در طول تحصیلات دبیرستانی، در ماه های تابستان در مدارس تابستانی در لندن، ژنو و بروکسل شرکت کرد.
او پس از پایان دبیرستان، به مدت یک سال با بورسیه تحصیلی با برنامه  ای اف اس در یکی از شهرهای کانزاس آمریکا به دبیرستان رفت و دیپلم دوم دبیرستان را دریافت کرد.
زمانی که در ایالات متحده آمریکا بود، در یک نمایش موزیکال بازی کرد و تحصیلات خود را در تئاتر موسیقی آغاز کرد (۲۰۱۰). وی به دلیل بیماری تحصیلات خود را رها کرد و به ترکیه بازگشت.
او تحصیلات عالی خود را در دانشگاه باهچه شهیر، دانشکده معماری و طراحی ادامه داد. پس از فارغ التحصیلی، تحصیلات تکمیلی خود را در رشته طراحی معماری در دانشگاه فنی استانبول ادامه داد و در یک دفتر معماری مشغول به کار شد. او در حین ادامه تحصیل در مقطع کارشناسی ارشد ابتدا در مرکز هنری مجدات گزن به تحصیل در رشته بازیگری پرداخت و سپس در مدرسه بازیگری لاما دا در لندن پذیرفته شد و در آنجا به تحصیل در رشته نمایش و بازیگری جلوی دوربین پرداخت.
او پس از پایان تحصیلات خود در لندن و بازگشت به ترکیه، به مدت سه سال در تئاتر عمومی استانبول بازی کرد. او علاوه بر نمایشنامه "باروت باروت"، اقتباس شده از آثار نویسنده مقدونی، دژان دوکوفسکی، که توسط تئاتر عمومی استانبول روی صحنه رفت، در نمایش موزیکال کلاس هابابام که توسط تئاتر  بی کی ام در سال ۲۰۱۸ اجرا شد، شرکت کرد.
او نمایشنامه زنبور عسل نوشته مورگان لوید مالکوم، نمایشنامه نویس معاصر بریتانیایی را به ترکی ترجمه کرد و این نمایشنامه توسط زیر صحنه در سال ۲۰۱۹ در استانبول روی صحنه رفت.او علاوه بر بازیگری در تئاتر، در مجموعه های تلویزیونی مختلفی بازی کرد. ترانه «تو در خانه ام را بزن» ، که او در سریال تو در خانه‌ام را بزن خواند و شعر و آهنگسازی آن با کایا  متعلق به او بود، شایسته دریافت جایزه «بهترین موسیقی سریال» در ویدیوی شماره یک شناخته شد.

## فیلم‌شناسی
مجموعه تلویزیونی
| سال           | عنوان               | نقش                  | کانال            | بخش        |
| ------------- | ------------------- | -------------------- | ---------------- | ---------- |
| ۲۰۱۶          | قلب من محل آتش است  | بلکیس (جوانان)       | فاکس ترکیه       | ۵ فصل      |
| ۲۰۱۸          | ۸ روز               | شهناز یوکسل (جوانان) | آتی‌وی ترکیه      | ۶ فصل      |
| ۲۰۱۹          | پرنده سحرخیز        | دنیز کسکین           | استار تی‌وی ترکیه | ۴۰-۴۸ قسمت |
| ۲۰۲۰-۲۰۲۱     | تو در خانه‌ام را بزن | پریل بایتکین سزگین   | فاکس ترکیه       | ۵۲ بخش     |
| ۲۰۲۱-۲۰۲۲     | قضاوت               | Neva Seçkin          | کانال دی ترکیه   | ۳۴ قسمت    |
| درام اینترنتی |                     |                      |                  |            |
| ۲۰۲۰          | عشق ناتمام          | چاغلا                | بلوو تی وی       | ۸ فصل      |

## تئاتر
| سال  | بازی                | نقش | تئاتر                | توجه داشته باشید |
| ---- | ------------------- | --- | -------------------- | ---------------- |
| ۲۰۱۷ | بکه پودر            | _   | تئاتر عمومی استانبول | بازیکن           |
| ۲۰۱۸ | موزیکال کلاس حبابام | _   | بی کی ام             | بازیکن           |
| ۲۰۱۹ | بامبل               | _   | زیر صحنه             | مترجم            |

## سریال های پرطرفدار وی
- «تو در خانه‌ام را بزن» (۲۰۲۰)
- "در یک لحظه (آکوستیک)" (۲۰۲۰)
- «درباره من از من نپرس» (هنر. سلام جهاد) (۲۰۲۱)
- "تو اون فرشته هستی؟" (شاهکار کاریا کاندار) (۲۰۲۱)
- "گیلاس" (۲۰۲۱)